# Oszczep (przyrząd sportowy)

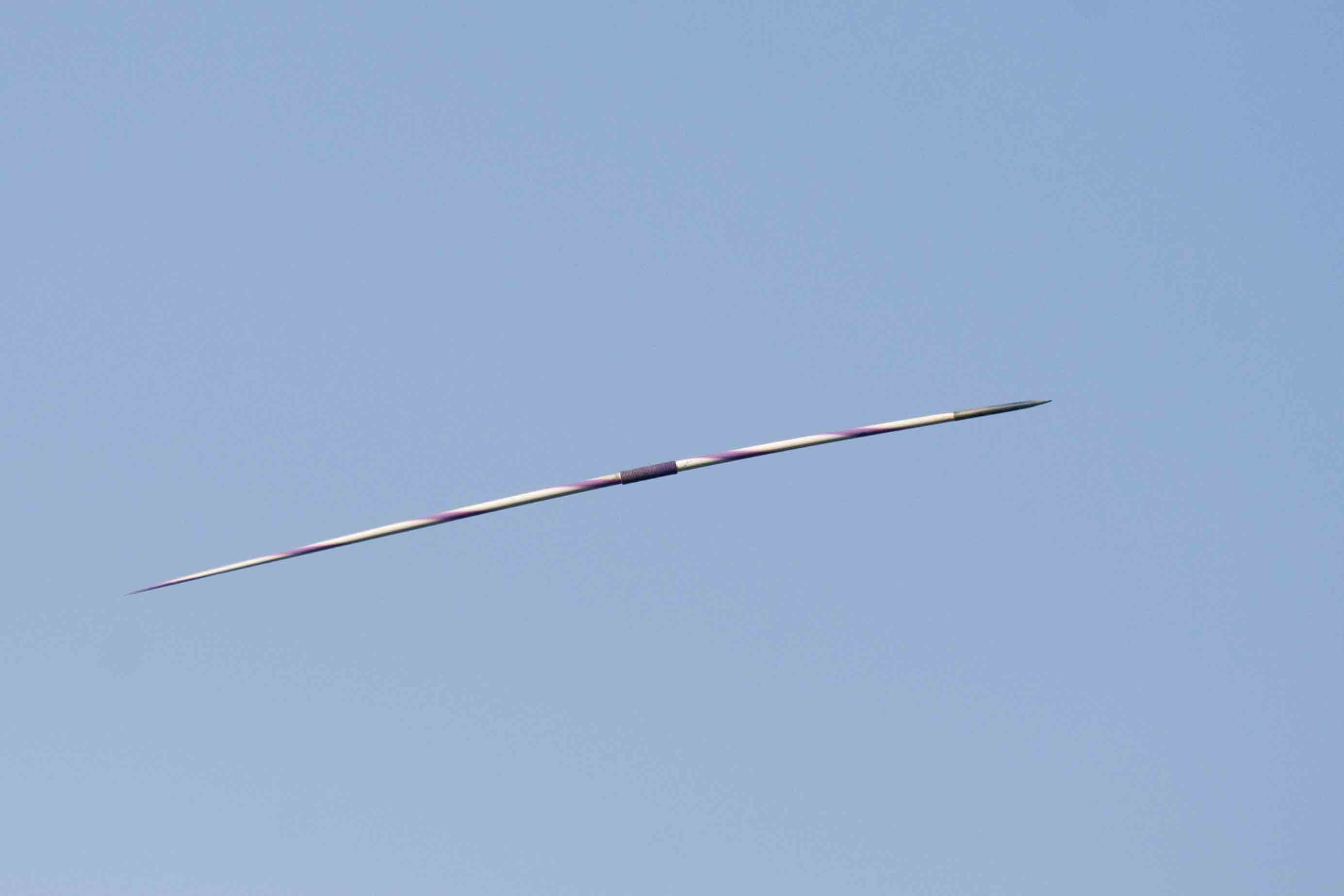
Oszczep sportowy w locie

Oszczep – broń sportowa używana w lekkoatletyce przy rozgrywaniu dyscypliny rzutu oszczepem.

## Opis i normatywy
Składa się z metalowego trzonu, ostro zakończonego grotu oraz osznurowania. Trzon ma przekrój okrągły, a jego największa średnica znajduje się przy osznurowaniu. Grot ma około 25–30 centymetrów długości i waży około 80 gramów. Osznurowanie (stanowiące środek ciężkości oszczepu) znajduje się mniej więcej w ⅛ jego długości i ma długość około 15 centymetrów. Długość oszczepu dla mężczyzn wynosi od 260 do 270 centymetrów. Sprzęt taki waży 800 gramów. Kobiety od wieku juniorskiego używają oszczepów 600-gramowych o długości od 220 do 230 centymetrów. Takich oszczepów używają także młodzicy. Juniorzy młodsi korzystają ze sprzętu ważącego 700 gramów, a juniorki młodsze sprzętu o masie 500 gramów. Do celów treningowych produkowane są także oszczepy o innych masach np. 300, 400 czy 500 gramów. 

## W historii
Przed II wojną światową używano oszczepów drewnianych. W okresie powojennym zaczęto tworzyć oszczepy aerodynamiczne. Pierwszy taki sprzęt stworzył amerykański oszczepnik Franklin Held.

### W antyku
Oszczepu do celów sportowych używano już w starożytności podczas igrzysk olimpijskich oraz zawodów i turniejów mniejszej rangi (agonów). W odróżnieniu od bojowego nie miał on metalowego grotu, lecz tępe zakończenie, niekiedy z nakładką do wyważenia pocisku. Istotniejszą różnicą był stosowany do wyrzutu element zwany ankyle, w postaci skórzanego rzemienia z pętlą, mocowanego pośrodku drzewca oszczepu. Zawodnik wkładając w pętlę dwa palce, nawijał rzemień dokoła trzonu, tak by miotając nadać mu ruch wirowy, co zwiększało długość rzutu. Rzucano z rozbiegu trzymając oszczep na wysokości głowy dla uzyskania możliwie wysokiego toru lotu. Oddawano kilka rzutów, konkurując w ich długości (zwłaszcza w pięcioboju), choć niekiedy odbywano też zawody w rzucaniu do celu.